# Arcadi Mas i Fondevila

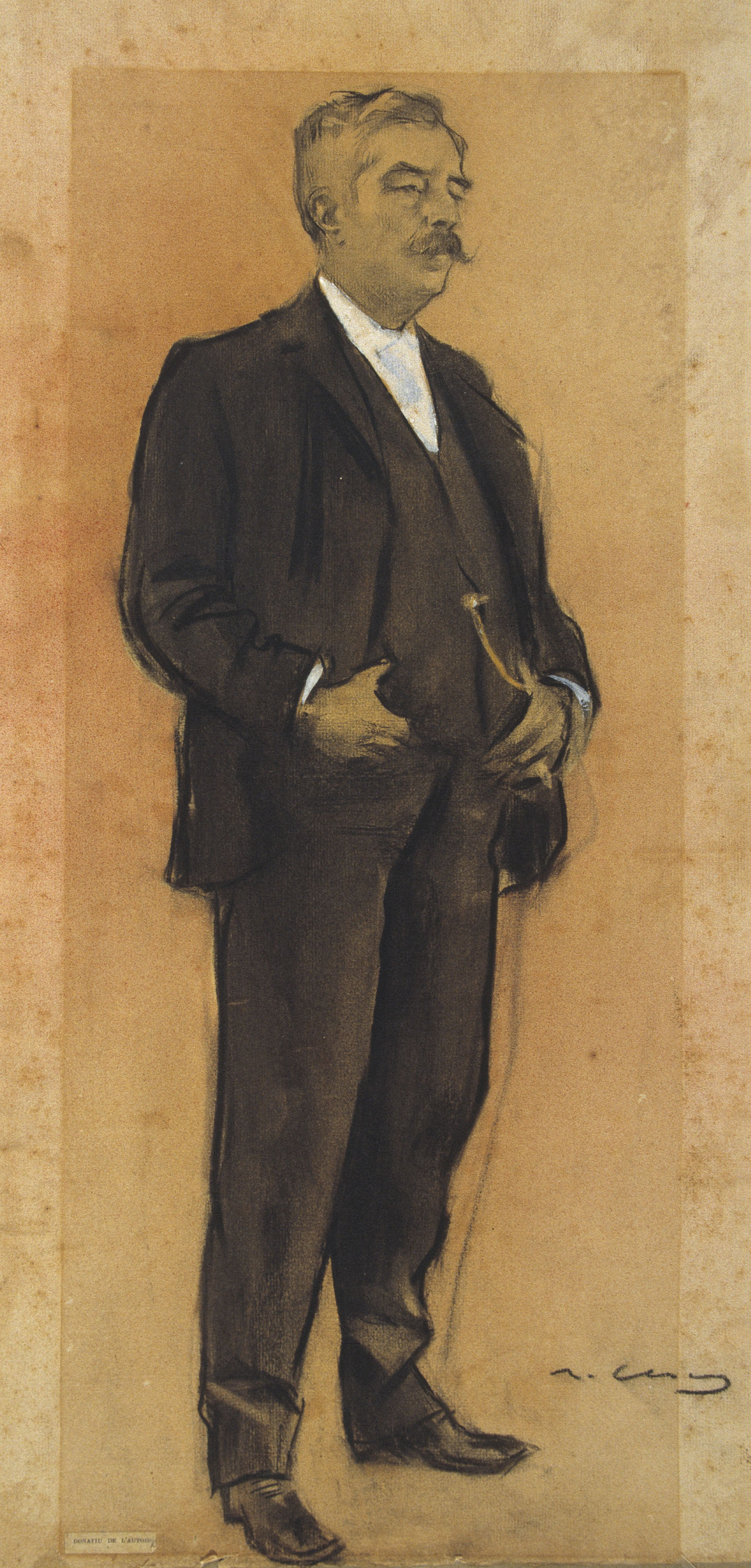
Arcadi Mas i Fondevila vist per Ramon Casas (MNAC)

Arcadi Mas i Fondevila (Gràcia, Barcelona, 12 de novembre del 1852 – Sitges, 31 de gener del 1934) va ser un pintor i dibuixant, fundador de l'Escola luminista de Sitges.

## Biografia

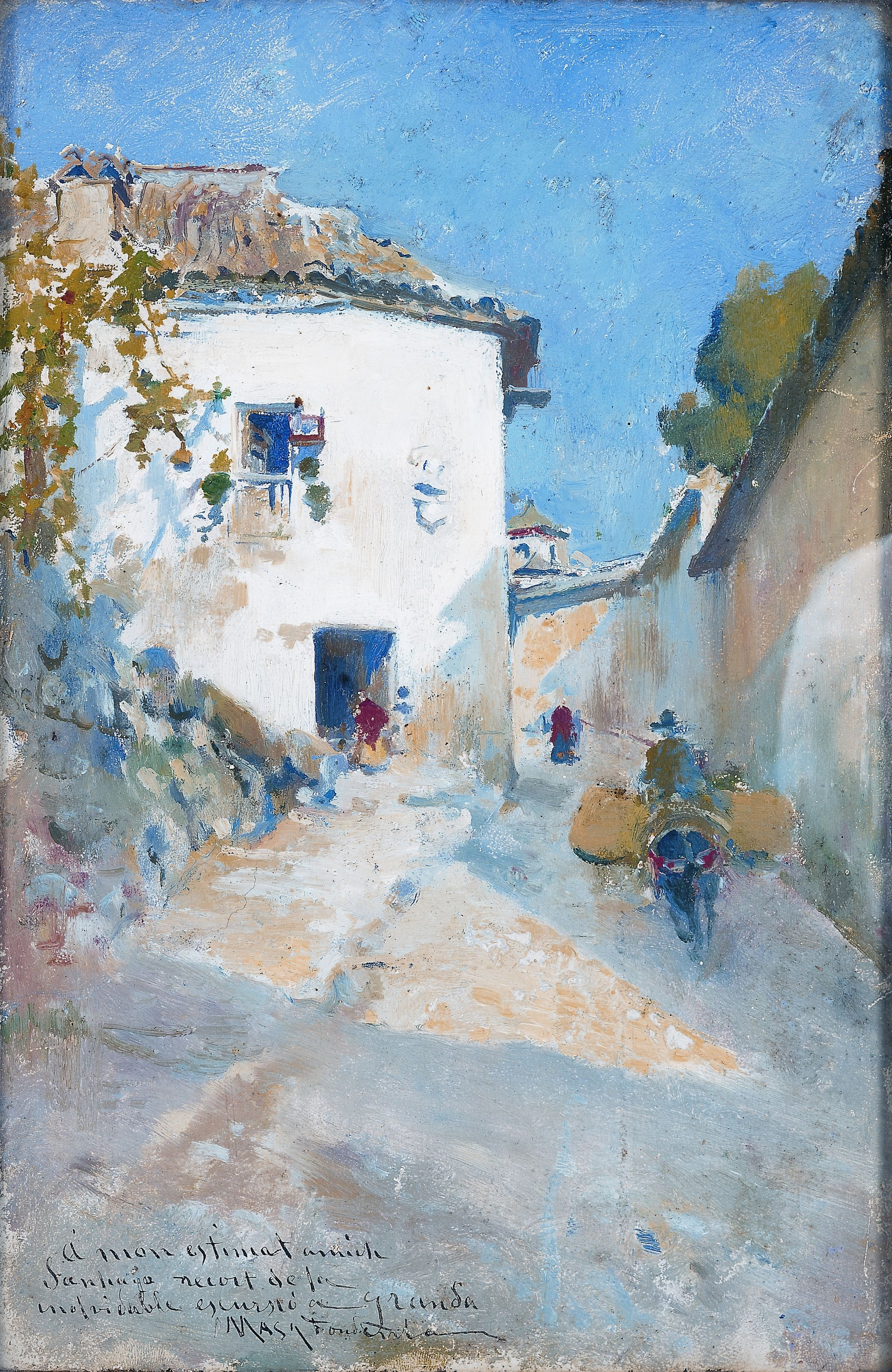
Poble granadí, 1895 (Museu Cau Ferrat de Sitges)

Fill de sastre, son pare aviat s'adonà de les qualitats artístiques del seu fill i el matriculà a l'escola de Llotja, amb professors com Claudi Lorenzale i Antoni Caba. Amb 20 anys realitza la seva primera exposició col·lectiva a la Sala de l'Associació Artística de Barcelona. El 1873 viatja a Madrid, visita el Museu del Prado i exposa a la Sala Platería Martínez un quadre que posteriorment, el 1874, compraria el rei Alfons XII.
El 1875 guanyà la primera beca Fortuny de l'Ajuntament de Barcelona, que li permeté d'ampliar estudis anant pensionat a Itàlia -Venècia, Roma, Nàpols i Capri entre 1876 i 1886, sense deixar de participar en diverses exposicions col·lectives a la Sala Parés.
Durant l'estada es familiaritzà amb l'obra de Domenico Morelli, qui influiria en la producció posterior d'en Mas. De tornada a Catalunya, el seu amic Joan Roig i Soler l'animà a visitar Sitges, i d'aquesta trobada i coneixement en nasqué l'Escola Luminista de Sitges, un corrent pictòric que aplegà altres artistes com Joaquim de Miró i Argenter, Antoni Almirall i Romagosa i Joan Batlle i Amell.

Nen pompeià, 1879 (Museu Nacional d'Art de Catalunya)

Participà en l'Exposició Nacional de Belles Arts de Madrid de 1887, i hi guanyà una medalla per l'obra La processó de Corpus a Sitges. També exposà a l'Exposició Universal de Barcelona de 1888. L'any 1895 va fer un viatge a Madrid amb Santiago Rusiñol i Zuloaga, i posteriorment un altre a Granada amb Rusiñol, Miquel Utrillo i Macari Oller, amb la intenció d'il·lustrar uns articles de Rusiñol per a La Vanguardia.
En Mas guanyà dues medalles més a les exposicions de Belles Arts de Barcelona dels anys 1894 (amb El llac de Nemí) i el 1896 (amb Divendres Sant). El 1899 va entrar a formar part del Cercle Artístic de Sant Lluc. El 1900 inaugurà al Saló Rovira de Barcelona la seva primera exposició individual, que el consagrà com a mestre del pastel; una mostra de la popularitat que Mas i Fondevila tenia és que Picasso n'havia copiat un nu seu de 1895. És en aquesta època que Mas col·laborà com a dibuixant a La Ilustració Catalana.
Gràcies a un donatiu del mecenes americà Charles Deering, pintà el 1913 el timpà del portal de Santa Caterina de l'església parroquial de Sitges. Actualment se'n pot admirar in situ una còpia, esborrat l'original pel pas del temps. El 1928 li fou encarregat un dels murals del Saló de Sant Jordi del Palau de la Generalitat de Catalunya (Reunió del capítol del Toisó d'Or en el cor de la catedral de Barcelona). El 1932 va realitzar una altra exposició individual, aquest cop a la sala La Pinacoteca.
En ocasió del cinquantè aniversari de la seva mort, el Grup d'Estudis Sitgetans li dedicà una exposició antològica al Museu Maricel el 1985. A Catalunya es poden trobar obres seves exposades en diferents institucions públiques, entre elles el Museu Nacional d'Art de Catalunya (MNAC), la Biblioteca Museu Víctor Balaguer de Vilanova i la Geltrú, el Museu de Montserrat, i els museus de Sitges.

## Obres rellevants
- Carreró italià
- Dama
- Divendres Sant (1896, Museu Víctor Balaguer)
- Figura A Catalunya es poden trobar obres seves exposades en diferents institucions públiques, entre elles el Museu Nacional (MNAC) i la Biblioteca Museu Víctor Balaguer de Vilanova i la Geltrú.

- Estudi (1878, MNAC)
- Fanalets a París
- Tornasols (1922)
- Jardí amb tornasols
- El llac de Nemí (1894, MNAC)

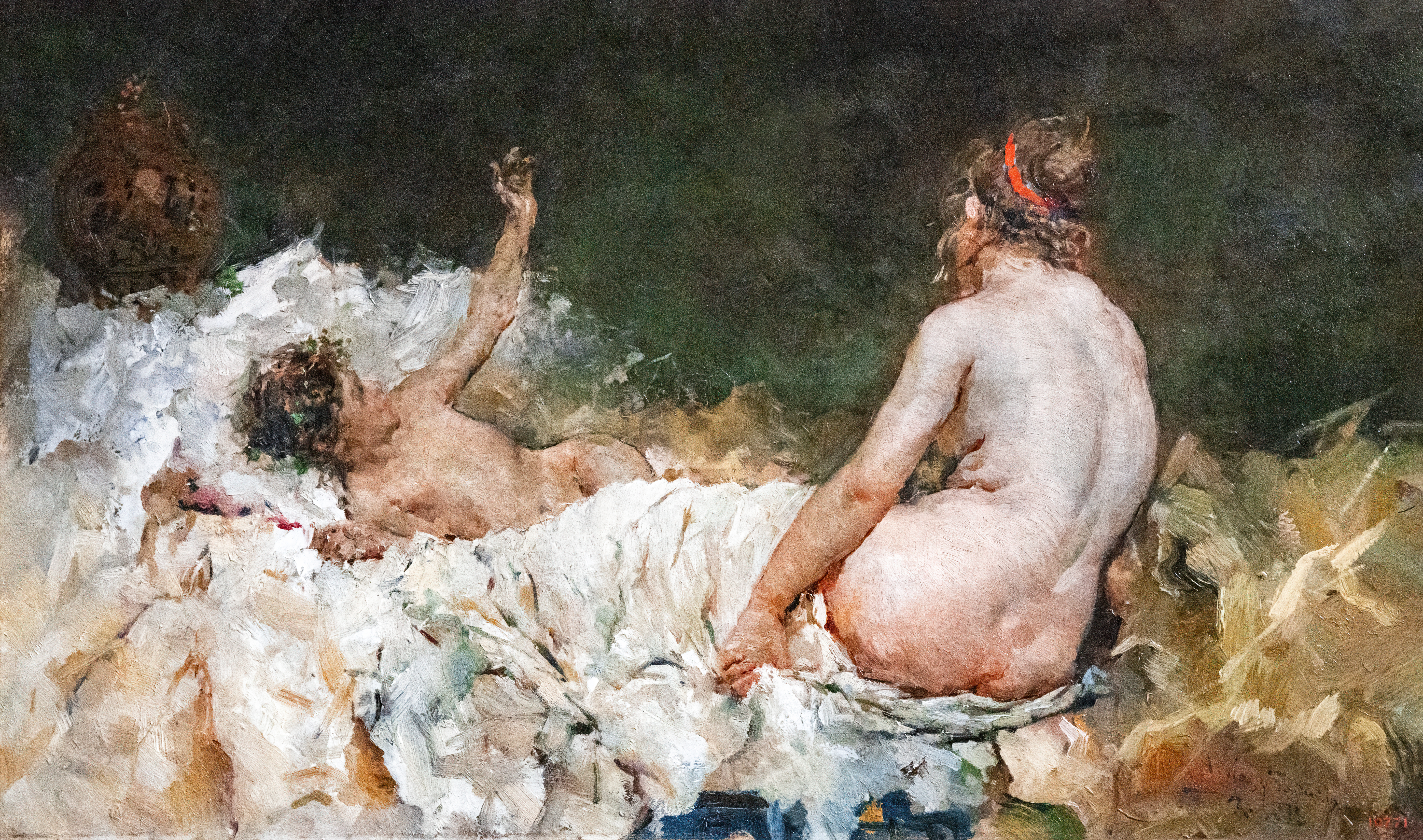
Estudi, 1878 (MNAC)

- El monument del Greco (Dibuix, MNAC)
- Passeig del Born (1908) Estudi
- Passeig del Born i Santa Maria del Mar (1908) Estudi
- La pesca (Col·lecció Art de la Vila de Sitges, Museu Maricel)
- Playa de pescadores. Maternidad
- Poble granadí (1895, Museu Cau Ferrat)
- Processó davant del Pont dels Sospirs

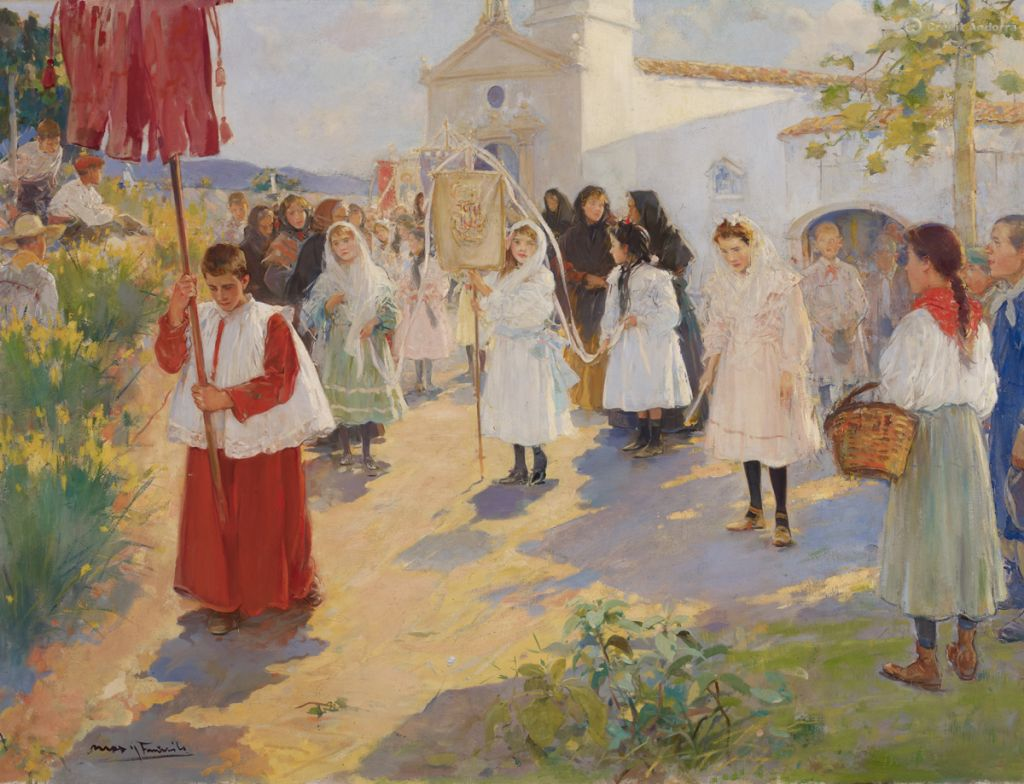
Processó de la Santa Creu de Maig. El Vinyet. Sitges. 1905 Col·lecció privada

- La processó de Corpus a Sitges (1887, Col·lecció Art de la Vila de Sitges, Museu Maricel)
- Altar de la Puríssima (primer quart segle xx, Col·lecció Art de la Vila de Sitges. Museu Maricel)
- Interior d'església del Vinyet (1925, Col·lecció Art de la Vila de Sitges)
- La pubilleta (1893, Museu Cau Ferrat)
- Retrat d'Antoni Caba (1907, Reial Acadèmia de Belles Arts de Sant Jordi[3])
- Retrat de Pitarra a la Galeria de Catalans Il·lustres (1897)
- Retrat del doctor Robert (sala de sessions de l'ajuntament de Sitges)
- Sargint les xarxes
- La vendimia (1909)
- Venite, adoremus (1896, Museu de Montserrat[4])
- Venite adoremus, (1896) Biblioteca Museu Víctor Balaguer (dipòsit MNAC)
- Vista de Venècia

## Premis i reconeixements
- 1887- Medalla a l'Exposició Nacional de Belles arts de Madrid per La processó de Corpus a Sitges
- 1894- Medalla a l'Exposició de Belles arts de Barcelona per El llac de Nemí
- 1896- Medalla a l'Exposició de Belles arts de Barcelona per Divendres Sant